# Internet Explorer para Mac

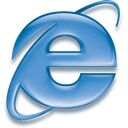
Logo de Internet Explorer para Mac OS X

La primera versión de este navegador fue la versión beta de Internet Explorer 2.0 para Macintosh, lanzada el 23 de enero de 1996 y disponible para descargar gratuitamente desde el sitio de Microsoft. La primera versión estaba basada en el navegador web Mosaic, licenciado por la compañía Spyglass. Estaba disponible para computadores Mac con procesadores Motorola 68000 y PowerPC, que usaran como sistema operativo System 7.0.1 o posterior. Esta versión ya tenía soporte para formatos multimedia incluidos en el documento web, como los formatos de audio AIFF y WAV y formatos de video AVI y QuickTime. La versión final fue lanzada el 23 de abril del mismo año. La versión 2.1, liberada en agosto del mismo año estuvo enfocada principalmente en corregir errores y mejorar la estabilidad, aunque también se agregaron nuevas características como el soporte para NPAPI (lo que lo convirtió en la primera versión de Internet Explorer bajo cualquier plataforma en soportarlo) y soporte para QuickTime VR.
El 5 de noviembre de 1996, Microsoft el lanzamiento de la versión beta de Internet Explorer 3.0 para Macintosh. Esta versión incluyó soporte para la versión 3.2 del estándar HTML, Hojas de estilo en cascada, applet Java y controles ActiveX. La versión final, lanzada el 8 de enero de 1997 también agregó soporte para los protocolos de seguridad NTML y SSL para los sistemas de calificación de contenido PICS y RSACi que pueden ser usados para controlar el acceso a determinados sitios web según su clasificación. Un problema con una extensión del sistema operativo Mac OS llamada CFM68K Runtime Enabler provocó un retraso en el lanzamiento de la versión 3.0 dirigida a procesadores Motorola 68000. Cuatro meses más tarde, el 14 de mayo, Microsoft lanzó la versión 3.01, que incluía la versión dirigida a los procesadores Motorola 68000. Esta versión también incluyó características de la versión 4.0 de Internet Explorer para Windows, como la función de autocompletar y el monitoreo de favoritos que permite alertar al usuario cuando un sitio marcado como favorito ha sido actualizado. Además se incluyó soporte para Javascript y se agregó un gestor de descargas y un gestor de cookies.
Al siguiente año, en la exposición Macworld, el 9 de enero de 1999, Microsoft anunció el lanzamiento de Internet Explorer 4.5 Macintosh Edition. Esta nueva versión, que descartaba el soporte para procesadores Motorola 68000, introdujo la compleción automática de formularios, vista previa de impresión, Page Holder, y soporte para tecnologías de Mac OS como Sherlock.
En el Macworld del 5 de enero de 2000 en San Francisco, Microsoft anunció a Internet Explorer 5 Macintosh Edition, que sería lanzado el 27 de marzo de 2000. La versión 5 incluyó el nuevo motor de renderizado Tasman, que fue diseñado con mayor soporte para los estándares del W3C, como HTML 4.0, CSS Nivel 1, DOM Nivel 1 y ECMAScript. También se introdujeron ciertas características que posteriormente serían portadas a otros navegadores, como soporte completo para el formato de imágenes PNG (las versiones anteriores tenían un soporte nulo), DOCTYPE switching (cambio en el modo de renderizado según el DTD mencionado en el documento), zum de texto y vista del código fuente de archivos XML. También incluyó un gestor de subastas para llevar un control en sitios como eBay y un libro de recuerdos (Internet Scrapbook) que permite al usuario guardar y organizar contenido (como imágenes o partes de un texto) de manera sencilla y rápida. Las primeras versiones lanzadas estaban dirigidas a Mac OS 8 y Mac OS 9. Sin embargo, dos meses después, el 15 de mayo de 2000 sería lanzada una versión para Mac OS X DP4, incluida con el Mac OS X DP4 que se entregó a los desarrolladores en la Worldwide Developers Conference del 2000. Mac OS X Public Beta incluyó otra versión de previsualización de la versión de Internet Explorer para Mac OS X. Mac OS X v10.0, lanzado el 24 de marzo de 2001 incluyó otra versión de previsualización de Internet Explorer para Mac OS X y que sería actualizada posteriormente. Mac OS X v10.1, lanzado el 25 de septiembre de 2001 incluyó la versión final de Internet Explorer 5.1 para Mac OS X. Internet Explorer 5.1 para Mac OS 8 y Mac OS 9 fue lanzado el 18 de diciembre de 2001.
Según Jorg Brown, uno de los desarrolladores de Internet Explorer para Mac en Microsoft, luego de la versión 5, la mayor parte del equipo de desarrolladores de Internet Explorer para Mac fueron reubicados en otro proyecto. Internet Explorer para Mac fue relegado a un proyecto en el que se ocuparían durante su tiempo libre. El 17 de junio de 2002 Microsoft anunció el lanzamiento de la versión 5.2 (la primera versión disponible únicamente para Mac OS X) que incluía unas pocas mejoras de rendimiento y seguridad; y soporte para características propias de Mac OS X como el alisamiento de texto Quartz.
Durante el año 2002, Microsoft asignó nuevamente a los desarrolladores la tarea de desarrollar la versión 6 de Internet Explorer para Mac, para ser usada como base de un nuevo producto. MSN for Mac OS X sería un navegador que requeriría una suscripción y que funcionaría conectado al servicio de MSN, incorporando características como una libreta de contactos, filtros para correo no deseado y un cliente de MSN Messenger. Sin embargo, luego de enterarse de que Apple había comenzado el desarrollo de su propio navegador, ellos cancelaron el proyecto de un navegador independiente y se concentraron en el navegador de MSN, que fue lanzado el 15 de mayo de 2003.
El 13 de junio de 2003, PC Pro reportó que la gerente general de Macintosh Business Unit, Roz Ho había confirmado que, aparte de actualizaciones para corregir problemas de seguridad, no habría nuevas versiones de Internet Explorer para Mac. Tres días después, el 16 de junio, Microsoft lanzó última versión para Mac OS X, la versión 5.2.3, y el 11 de julio, se lanzó la última versión para Mac OS 8 y Mac OS 9, la versión 5.1.7.

## Características

### Características distintivas
- Soporte para furigana
- El gestor de subastas automáticamente lleva un control sobre las subastas en eBay.
- Aunque Internet Explorer para Mac tuvo un soporte completamente nulo para PNG hasta la versión 5.0 (un par de años después que otros navegadores populares), se dice que el soporte presentado en esta versión fue el mejor disponible sobre cualquier plataforma, incluyendo transparencia y corrección de color.
- Internet Explorer para Mac incluye una opción para cambiar el color del navegador por cualquier color de las iMac, por ejemplo Lima, Strawberry, Rubí, Nieve, Tangerine, etc. Las primeras revisiones permitían elegir entre nueve colores, pero las versiones posteriores aumentaron ese número a 15.
- La función de previsualizar la impresión permite cambiar el tamaño del texto desde el mismo panel.
- La barra lateral Page Holder permite mantener una página siempre presente (e incluso mostrar sólo los enlaces) y mostrar la página solicitada en la ventana principal del programa. La funcionalidad de esta característica ha sido reemplazada en los navegadores actuales con el uso de pestañas.

### Características comunes
Estás características presentes en Internet Explorer para Mac también han sido vistas en otros navegadores populares.
- La barra de direcciones muestra opciones para completar automáticamente una dirección web basándose en aquellas escritas anteriormente, en las páginas marcadas como favoritas y en el historial de páginas visitadas.
- El menú Ir facilita el acceso al historial de navegación.
- El motor de renderizado ofrece un soporte de CSS superior que el Internet Explorer para Windows.
- Es inmune a la mayoría de los problemas de seguridad de Internet Explorer para Windows.
- El zum del texto permite modificar el tamaño del texto sin importar cómo haya sido éste definido.

### Características ausentes
Estás características presentes actualmente en navegadores populares no aparecieron en Internet Explorer para Mac.
- Bloqueo de popup.
- Navegación por pestañas
- Soporte para Unicode en formularios.

### Problemas
Problemas que afectan comúnmente a los usuarios de Internet Explorer para Mac y que no afectan a usuarios de otros navegadores.
- El desarrollo de este navegador ha sido abandonado, por lo que no es de esperar mejoras en sus características o soporte de estándares.
- Los problemas de su motor de renderizado son diferentes a los de Internet Explorer para Windows, por lo que no siempre se comprueba que un sitio web funcione en este navegador.
- Por no estar disponible en formato de binario universal, el soporte para applets Java está desactivado cuando se usa este navegador en procesadores Intel, usando la emulación de Rosetta.